# Torcia olimpica
La torcia olimpica è il mezzo di trasporto della fiamma olimpica durante la staffetta che la porta dal luogo dell'accensione (di solito Olimpia), al luogo di celebrazione dell'olimpiade.

## Storia e caratteristiche
Dalla XI Olimpiade (Berlino 1936), il comitato organizzatore realizza una torcia dal design originale che viene poi utilizzata per tutto lo svolgimento del viaggio della fiamma, fino all'accensione del braciere finale.

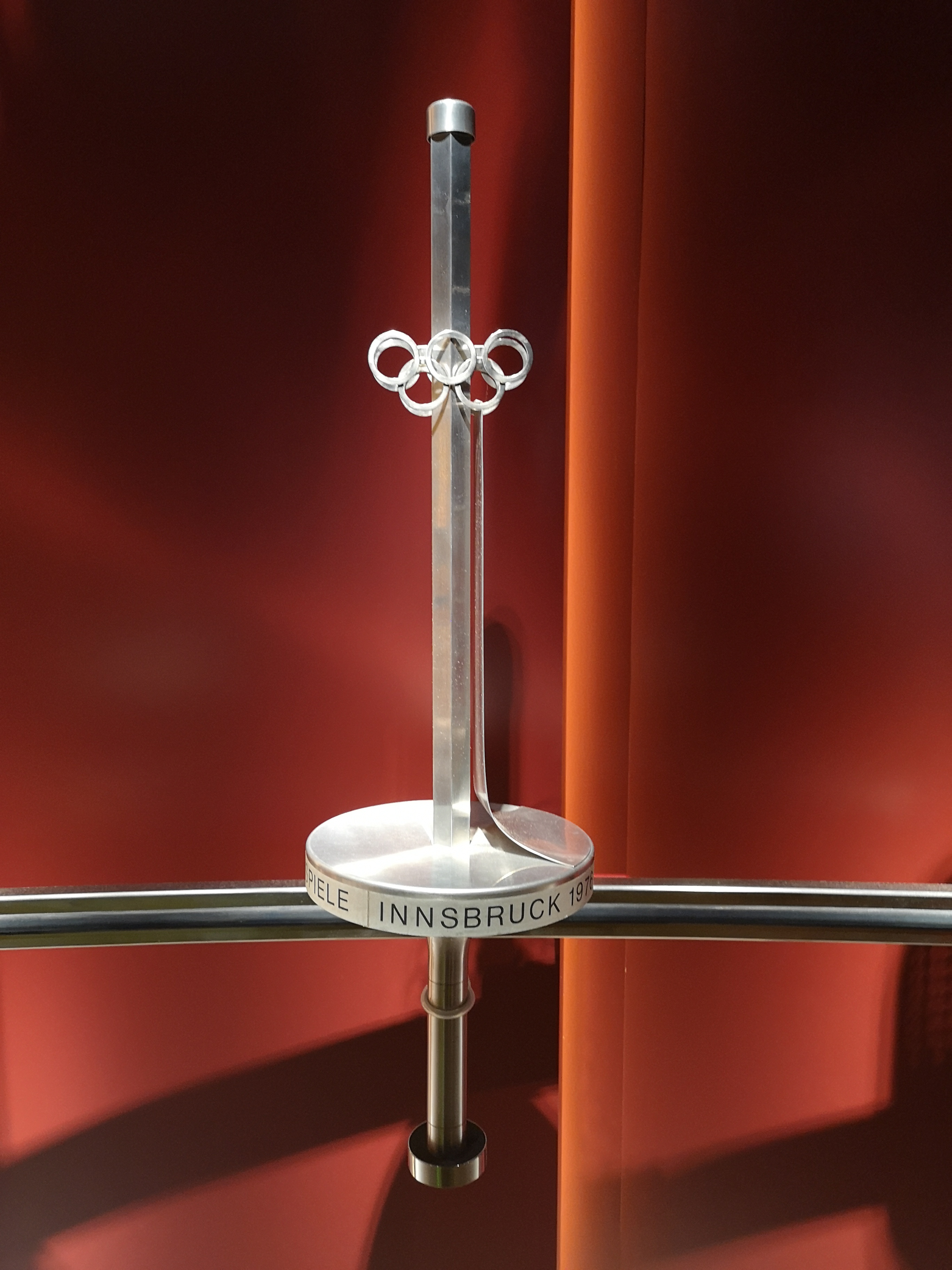
La torcia di Olimpiadi invernali di Innsbruck 1976, recante i 5 anelli, simbolo dei giochi olimpici, nella parte alta.

Viene solitamente realizzata dal comitato organizzatore dei giochi olimpici in corso con un design originale e differente dalle edizioni precedenti, che rappresenti lo spirito e le caratteristiche dei giochi in corso, oltre che rappresentare il design e il gusto del paese ospitante delle olimpiadi.
Alcune, come quelle di Albertville 1992 e Torino 2006, sono state progettate da famosi designer industriali. Queste torce sono state però meno popolari rispetto a quelle con disegni più classici: la torcia di Torino, in particolare, è stata criticata per essere troppo pesante per i corridori.

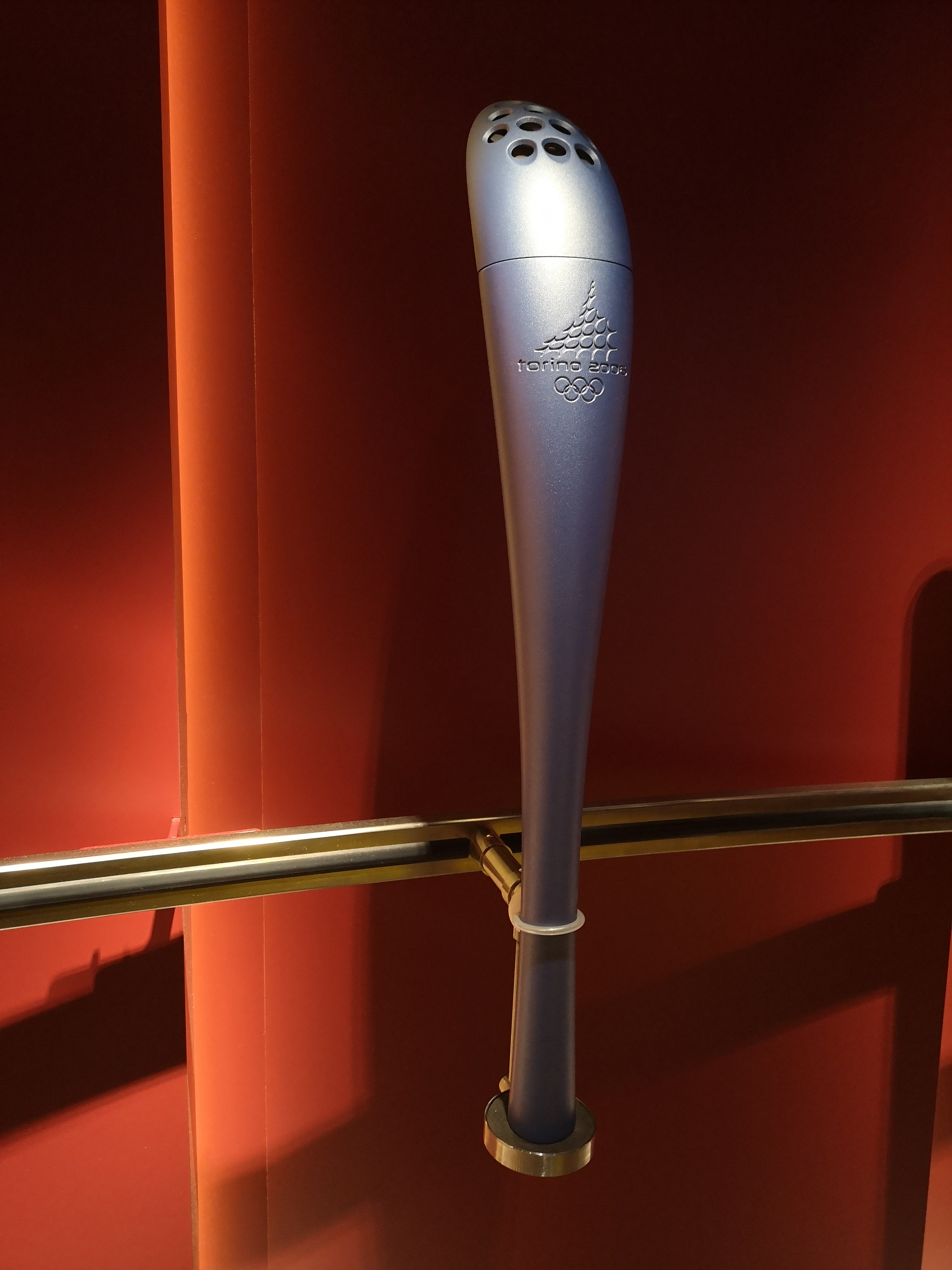
La torcia di Torino 2006, ultima edizione dei giochi olimpici svoltasi in Italia

La torcia per le Olimpiadi di Londra del 1948 fu progettata dall'architetto Ralph Lavers. Il suo design classico con un lungo manico ricoperto da una ciotola cilindrica è riapparso in molti disegni di torce successive. La torcia utilizzata per il tratto finale allo stadio e l'accensione del braciere spesso è di un design diverso. Questa torcia infatti non ha la necessità di durare per una lunga distanza o di resistenza agli agenti atmosferici come le altre torce, ma piuttosto deve avere una fiamma spettacolare per la cerimonia di apertura. Alle Olimpiadi di Melbourne del 1956, il magnesio/alluminio nel carburante utilizzato per la torcia finale la rese certamente spettacolare la fiamma, la quale però riuscì a ferire il suo titolare. I tedofori furono bruciati anche dalla torcia a combustibile solido in Messico 1968. Il carburante utilizzato per la torcia è variato nel tempo. Le prime torce utilizzavano combustibili solidi o liquidi, tra cui l'olio d'oliva. Per una fiamma particolarmente brillante, sono stati utilizzati anche composti pirotecnici e metalli. Dai Giochi di Monaco del 1972, la maggior parte delle torce ha invece usato un gas liquefatto come propilene o una miscela di propano/butano. Questi sono facilmente controllabili e danno una fiamma luminosa e vivace. Il numero di torce usate per un'olimpiade è diverso, per esempio, 22 per Helsinki 1952, 6 200 per Mosca 1980 e 8 000 per Londra 2012. In transito, la fiamma a volte viaggia in aereo. È usata una versione di sicurezza, la cosiddetta lampada del minatore.

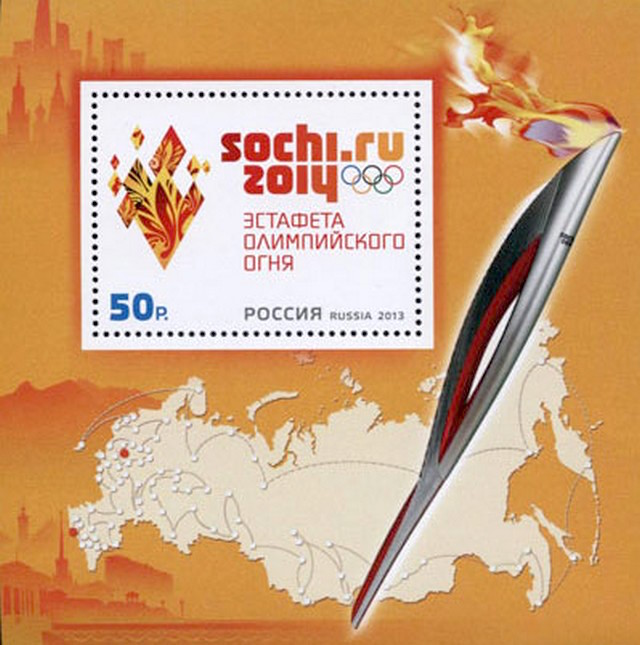
La torcia di Olimpiadi di Soči 2014 (nella cartina è mostrato il tragitto della torcia attraverso tutta la Russia)

Queste lampade sono utilizzate anche durante la staffetta, come sostitute nel caso in cui la torcia principale si spegnesse. Più volte la torcia è stata fatta passare anche attraverso l'acqua: a Grenoble 1968 è stata condotta attraverso il porto di Marsiglia da un subacqueo tenendolo in alto sopra l'acqua. Nel 2000 un chiarore subacqueo è stato utilizzato da un subacqueo attraverso la Barriera corallina in rotta verso i Giochi di Sydney. Nel 2012 è stata trasportata in barca attraverso porto di Bristol, nel Regno Unito, e sulla parte anteriore di un treno della metropolitana di Londra a Wimbledon. 
La torcia dell'edizione britannica è stata progettata da Edward Barber e Jay Osgerby. Nonostante una risposta profondamente cinica al logo e mascotte dei Giochi di Londra, questo design della torcia sembra essere stato ben accolto nel Regno Unito ed a livello internazionale (seppur con discrete critiche, che sono valse alla torcia il soprannome di "grattugia").

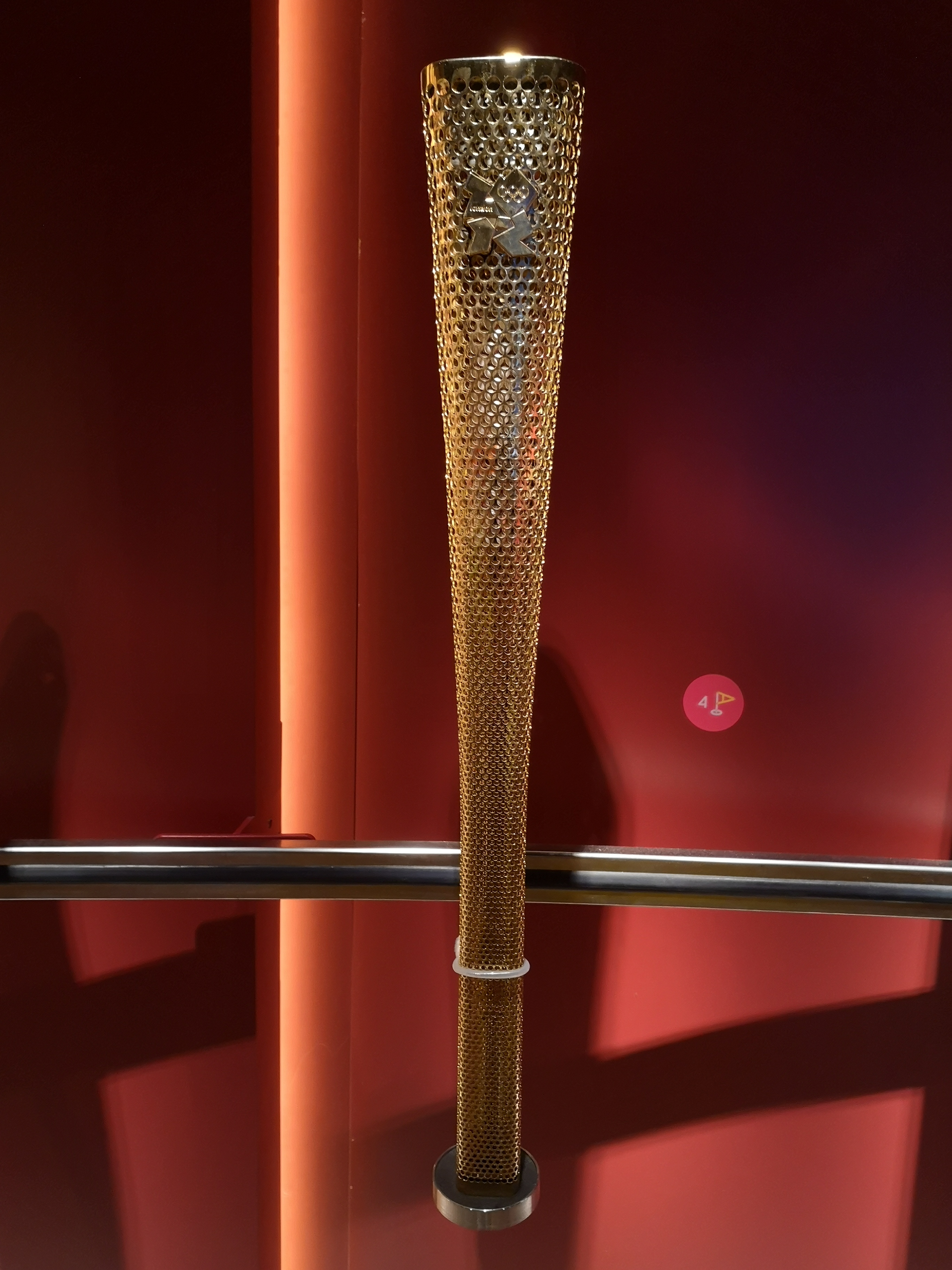
La torcia di Londra 2012, dall'immagine si possono notare sia il logo che il rivestimento, oggetti di numerose critiche

## Lista delle torce olimpiche

### Giochi olimpici estivi
| Torcia            | Anno       | Edizione                      | Sede                        | Sede                        |
|                   | 1936       | Giochi della XI Olimpiade     | Germania (bandiera)         | Germania (bandiera)         |
| Berlino           | 1936       | Giochi della XI Olimpiade     | Germania nazista            |                             |
|                   | 1948       | Giochi della XIV Olimpiade    | Regno Unito (bandiera)      | Regno Unito (bandiera)      |
| Londra            | 1948       | Giochi della XIV Olimpiade    | Regno Unito                 |                             |
|                   | 1952       | Giochi della XV Olimpiade     | Finlandia (bandiera)        | Finlandia (bandiera)        |
| Helsinki          | 1952       | Giochi della XV Olimpiade     | Finlandia                   |                             |
|                   | 1956       | Giochi della XVI Olimpiade    | Australia (bandiera)        | Australia (bandiera)        |
| Melbourne         | 1956       | Giochi della XVI Olimpiade    | Australia                   |                             |
|                   | 1960       | Giochi della XVII Olimpiade   | Italia (bandiera)           | Italia (bandiera)           |
| Roma              | 1960       | Giochi della XVII Olimpiade   | Italia                      |                             |
|                   | 1964       | Giochi della XVIII Olimpiade  | Giappone (bandiera)         | Giappone (bandiera)         |
| Tokyo             | 1964       | Giochi della XVIII Olimpiade  | Giappone                    |                             |
|                   | 1968       | Giochi della XIX Olimpiade    | Messico (bandiera)          | Messico (bandiera)          |
| Città del Messico | 1968       | Giochi della XIX Olimpiade    | Messico                     |                             |
|                   | 1972       | Giochi della XX Olimpiade     | Germania Ovest (bandiera)   | Germania Ovest (bandiera)   |
| Monaco di Baviera | 1972       | Giochi della XX Olimpiade     | Germania Ovest              |                             |
|                   | 1976       | Giochi della XXI Olimpiade    | Canada (bandiera)           | Canada (bandiera)           |
| Montréal          | 1976       | Giochi della XXI Olimpiade    | Canada                      |                             |
|                   | 1980       | Giochi della XXII Olimpiade   | Unione Sovietica (bandiera) | Unione Sovietica (bandiera) |
| Mosca             | 1980       | Giochi della XXII Olimpiade   | Unione Sovietica            |                             |
|                   | 1984       | Giochi della XXIII Olimpiade  | Stati Uniti (bandiera)      | Stati Uniti (bandiera)      |
| Los Angeles       | 1984       | Giochi della XXIII Olimpiade  | Stati Uniti                 |                             |
|                   | 1988       | Giochi della XXIV Olimpiade   | Corea del Sud (bandiera)    | Corea del Sud (bandiera)    |
| Seul              | 1988       | Giochi della XXIV Olimpiade   | Corea del Sud               |                             |
|                   | 1992       | Giochi della XXV Olimpiade    | Spagna (bandiera)           | Spagna (bandiera)           |
| Barcellona        | 1992       | Giochi della XXV Olimpiade    | Spagna                      |                             |
|                   | 1996       | Giochi della XXVI Olimpiade   | Stati Uniti (bandiera)      | Stati Uniti (bandiera)      |
| Atlanta           | 1996       | Giochi della XXVI Olimpiade   | Stati Uniti                 |                             |
|                   | 2000       | Giochi della XXVII Olimpiade  | Australia (bandiera)        | Australia (bandiera)        |
| Sydney            | 2000       | Giochi della XXVII Olimpiade  | Australia                   |                             |
|                   | 2004       | Giochi della XXVIII Olimpiade | Grecia (bandiera)           | Grecia (bandiera)           |
| Atene             | 2004       | Giochi della XXVIII Olimpiade | Grecia                      |                             |
|                   | 2008       | Giochi della XXIX Olimpiade   | Cina (bandiera)             | Cina (bandiera)             |
| Pechino           | 2008       | Giochi della XXIX Olimpiade   | Cina                        |                             |
|                   | 2012       | Giochi della XXX Olimpiade    | Regno Unito (bandiera)      | Regno Unito (bandiera)      |
| Londra            | 2012       | Giochi della XXX Olimpiade    | Regno Unito                 |                             |
|                   | 2016       | Giochi della XXXI Olimpiade   | Brasile (bandiera)          | Brasile (bandiera)          |
| Rio de Janeiro    | 2016       | Giochi della XXXI Olimpiade   | Brasile                     |                             |
|                   | 2020(2021) | Giochi della XXXII Olimpiade  | Giappone (bandiera)         | Giappone (bandiera)         |
| Tokyo             | 2020(2021) | Giochi della XXXII Olimpiade  | Giappone                    |                             |
|                   | 2024       | Giochi della XXXIII Olimpiade | Francia (bandiera)          | Francia (bandiera)          |
| Parigi            | 2024       | Giochi della XXXIII Olimpiade | Francia                     |                             |
| ----------------- | ---------- | ----------------------------- | --------------------------- | --------------------------- |

### Giochi olimpici invernali
| Braciere          | Anno         | Edizione                        | Sede                     | Sede                     |
|                   | 1952         | VI Giochi olimpici invernali    | Norvegia (bandiera)      | Norvegia (bandiera)      |
| Oslo              | 1952         | VI Giochi olimpici invernali    | Norvegia                 |                          |
|                   | 1956         | VII Giochi olimpici invernali   | Italia (bandiera)        | Italia (bandiera)        |
| Cortina d'Ampezzo | 1956         | VII Giochi olimpici invernali   | Italia                   |                          |
|                   | 1960         | VIII Giochi olimpici invernali  | Stati Uniti (bandiera)   | Stati Uniti (bandiera)   |
|                   | Squaw Valley | VIII Giochi olimpici invernali  | Stati Uniti d'America    |                          |
|                   | 1964         | IX Giochi olimpici invernali    | Austria (bandiera)       | Austria (bandiera)       |
| Innsbruck         | 1964         | IX Giochi olimpici invernali    | Austria                  |                          |
|                   | 1968         | X Giochi olimpici invernali     | Francia (bandiera)       | Francia (bandiera)       |
| Grenoble          | 1968         | X Giochi olimpici invernali     | Francia                  |                          |
|                   | 1972         | XI Giochi olimpici invernali    | Giappone (bandiera)      | Giappone (bandiera)      |
| Sapporo           | 1972         | XI Giochi olimpici invernali    | Giappone                 |                          |
|                   | 1976         | XII Giochi olimpici invernali   | Austria (bandiera)       | Austria (bandiera)       |
| Innsbruck         | 1976         | XII Giochi olimpici invernali   | Austria                  |                          |
|                   | 1980         | XIII Giochi olimpici invernali  | Stati Uniti (bandiera)   | Stati Uniti (bandiera)   |
| Lake Placid       | 1980         | XIII Giochi olimpici invernali  | Stati Uniti d'America    |                          |
|                   | 1984         | XIV Giochi olimpici invernali   | Jugoslavia (bandiera)    | Jugoslavia (bandiera)    |
| Sarajevo          | 1984         | XIV Giochi olimpici invernali   | Jugoslavia               |                          |
|                   | 1988         | XV Giochi olimpici invernali    | Canada (bandiera)        | Canada (bandiera)        |
| Calgary           | 1988         | XV Giochi olimpici invernali    | Canada                   |                          |
|                   | 1992         | XVI Giochi olimpici invernali   | Francia (bandiera)       | Francia (bandiera)       |
| Albertville       | 1992         | XVI Giochi olimpici invernali   | Francia                  |                          |
|                   | 1994         | XVII Giochi olimpici invernali  | Norvegia (bandiera)      | Norvegia (bandiera)      |
| Lillehammer       | 1994         | XVII Giochi olimpici invernali  | Norvegia                 |                          |
|                   | 1998         | XVIII Giochi olimpici invernali | Giappone (bandiera)      | Giappone (bandiera)      |
| Nagano            | 1998         | XVIII Giochi olimpici invernali | Giappone                 |                          |
|                   | 2002         | XIX Giochi olimpici invernali   | Stati Uniti (bandiera)   | Stati Uniti (bandiera)   |
| Salt Lake City    | 2002         | XIX Giochi olimpici invernali   | Stati Uniti d'America    |                          |
|                   | 2006         | XX Giochi olimpici invernali    | Italia (bandiera)        | Italia (bandiera)        |
| Torino            | 2006         | XX Giochi olimpici invernali    | Italia                   |                          |
|                   | 2010         | XXI Giochi olimpici invernali   | Canada (bandiera)        | Canada (bandiera)        |
| Vancouver         | 2010         | XXI Giochi olimpici invernali   | Canada                   |                          |
|                   | 2014         | XXII Giochi olimpici invernali  | Russia (bandiera)        | Russia (bandiera)        |
| Soči              | 2014         | XXII Giochi olimpici invernali  | Russia                   |                          |
|                   | 2018         | XXIII Giochi olimpici invernali | Corea del Sud (bandiera) | Corea del Sud (bandiera) |
| Pyeongchang       | 2018         | XXIII Giochi olimpici invernali | Corea del Sud            |                          |
| ----------------- | ------------ | ------------------------------- | ------------------------ | ------------------------ |
|                   | 2022         | XXIV Giochi olimpici invernali  | Bandiera della Cina      | Bandiera della Cina      |
| Pechino           | 2022         | XXIV Giochi olimpici invernali  | Cina                     |                          |

### Giochi olimpici giovanili estivi
| Braciere     | Anno      | Edizione                             | Sede                 | Sede                 |
|              | 2010      | I Giochi olimpici giovanili estivi   | Singapore (bandiera) | Singapore (bandiera) |
| Singapore    | Singapore | I Giochi olimpici giovanili estivi   |                      |                      |
|              | 2014      | II Giochi olimpici giovanili estivi  | Cina (bandiera)      | Cina (bandiera)      |
| Nanchino     | 2014      | II Giochi olimpici giovanili estivi  | Cina                 |                      |
|              | 2018      | III Giochi olimpici giovanili estivi | Argentina (bandiera) | Argentina (bandiera) |
| Buenos Aires | 2018      | III Giochi olimpici giovanili estivi | Argentina            |                      |
| ------------ | --------- | ------------------------------------ | -------------------- | -------------------- |

### Giochi olimpici giovanili invernali
| Braciere    | Anno        | Edizione                                | Sede                | Sede                | Sede                | Sede                |
|             | 2012        | I Giochi olimpici giovanili invernali   | Austria (bandiera)  | Austria (bandiera)  | Austria (bandiera)  | Austria (bandiera)  |
| Innsbruck   | Innsbruck   | I Giochi olimpici giovanili invernali   | Austria             | Austria             |                     |                     |
|             | 2016        | II Giochi olimpici giovanili invernali  | Norvegia (bandiera) | Norvegia (bandiera) | Norvegia (bandiera) | Norvegia (bandiera) |
| Lillehammer | Lillehammer | II Giochi olimpici giovanili invernali  | Norvegia            | Norvegia            |                     |                     |
|             | 2020        | III Giochi olimpici giovanili invernali | Svizzera (bandiera) | Svizzera (bandiera) | Svizzera (bandiera) | Svizzera (bandiera) |
| Losanna     | Losanna     | III Giochi olimpici giovanili invernali | Svizzera            | Svizzera            |                     |                     |
| ----------- | ----------- | --------------------------------------- | ------------------- | ------------------- | ------------------- | ------------------- |